# Aloïs De Backer (1937-2021)
Aloïs De Backer (Brussel, 27 juni 1937 — Lier, 8 januari 2021) was een Belgisch politicus voor de PVV en diens opvolger VLD.

## Levensloop
De Backer werd beroepshalve leraar aan het Atheneum van Antwerpen en vervolgens schooldirecteur aan de Middenschool in Kapellen. Van 1982 tot 1987 werkte hij als kabinetsadviseur van minister Jacky Buchmann.
Hij werd eveneens politiek actief voor de PVV en vervolgens de VLD en was voor deze partij van 1977 tot 1982 gemeenteraadslid van Deurne. Vervolgens was hij van 1983 tot 1988 gemeenteraadslid van Antwerpen. Bovendien was hij voorzitter van de PVV-afdeling van Deurne en de PVV-afdeling van het arrondissement Antwerpen.
Van 1987 tot 1995 zetelde De Backer tevens in de Belgische Senaat als provinciaal senator voor de provincie Antwerpen.

## Bron
- Laureys, V., Van den Wijngaert, M., De geschiedenis van de Belgische Senaat 1831-1995, Lannoo, 1999.